# Nowe Kozłowice
Nowe [pronunciación en polaco: /ˈnɔvɛ kɔzwɔˈvit͡sɛ/] es un pueblo ubicado en el distrito administrativo de Gmina Wiskitki, dentro del condado de Żyrardów, Voivodato de Mazovia, en el centro-este de Polonia. Se encuentra a unos 3 kilómetros al este de Wiskitki, a 4 kilómetros al norte de Żyrardów, y a 42 kilómetros al oeste de Varsovia.